# Hans-Dietrich Ernst
Hans-Dietrich Ernst (3 novembre 1908 à Oppeln - 23 novembre 1986 à Leer) était un avocat allemand, un commandant (Sturmbannführer) SS (Schutzstaffel) et un agent du SD (Sicherheitsdienst), envoyé pendant la Seconde Guerre mondiale en France sous occupation allemande en tant que commandant SS de la Police de sûreté et du SD (Kommandeur der Sicherheitspolizei und des SD : KdS) à Angers, où il était responsable de la déportation des Juifs.

## Biographie

### Scolarité et Troisième Reich
Après ses études secondaires, ce fils de juge entame des études supérieures en droit. Après la prise de pouvoir par les Nazis, il rejoint le NSDAP. Après avoir terminé son stage en droit et obtenu son diplôme, il travaille dans l’administration interne à Hambourg et Berlin, et immédiatement après l'annexion de l'Autriche de mars 1938 jusqu'à la fin de 1939, au bureau du « commissaire du Reich pour la réunification de l'Autriche avec le Reich allemand ».
En 1940, dans le contexte de la Seconde Guerre mondiale, il est nommé au conseil des gouverneurs dans le cadre de son travail avec le Sénat de Hambourg. Peu de temps après, il devient député au Conseil du district de Tegel, dans le District de Karlsbad. Il est promu à la Cour Suprême.
Après l'invasion allemande de l'Ouest, il est nommé en France occupée administrateur de guerre pour l'administration militaire à Dax, et, à partir de 1941, à Bordeaux, comme chargé des affaires de police (Referent für Polizeisachen) auprès du commandant de campagne (Feldkommandantur).
Au début de juin 1942, il devient commandant SS de la Police de sûreté et du SD (Kommandeur der Sicherheitspolizei und des SD : KdS) à Angers. Dès son activité en tant que KdS, il reçoit le titre de SS-Hauptsturmführer .
Sous son commandement, le 20 juillet 1942, un convoi de Juifs d’Angers est parti à destination du camp de concentration d'Auschwitz-Birkenau ,. En août 1944, dans le contexte de l'avancée des Alliés, Ernst s'enfuit en Allemagne.

## Après la guerre
Après la guerre, il est capturé et interné par les Américains mais il parvient à s'échapper. Il se cache à Leipzig, mais l'occupant soviétique l'arrête et le condamne à vingt ans de travaux forcés. Il est emprisonné en 1947 en Union soviétique au goulag de Vorkouta jusqu'à sa libération à titre d'amnistie. Durant son emprisonnement, il est condamné à mort par contumace à trois reprises en raison de crimes contre l'humanité envers des citoyens français.
Pendant son absence, à l'initiative de sa femme, un procès a lieu en 1951, au cours duquel elle prend la défense de son mari, que l'on croyait disparu en Union soviétique. Son épouse avait engagé cette procédure afin de recevoir une allocation financière dans le cadre de la règle 131. La procédure de dénazification classe Ernst comme partisan du National-socialisme. Il aurait perçu un salaire inférieur s'il avait été réintégré dans la fonction publique, ainsi qu'une suspension de promotion pendant cinq ans. Son épouse a néanmoins reçu une allocation financière en vertu de la règle 131.
Après sa libération en 1956, Ernst s'installe à Leer pour y vivre avec sa femme et reçoit une indemnité de prisonnier de 5.520 DM. 
À l'initiative de l'Office central de protection juridique (ZRS -  Zentrale Rechtsschutzstelle), l'Association des rapatriés avertit Ernst de ne pas se rendre en France . En raison de son « statut d'ancien nazi dénazifié » (Entnazifizierungsstatus), Ernst ne peut pas réintégrer la fonction publique, mais il perçoit une rémunération.
En 1958, il est admis comme avocat au barreau de Leer et, à partir de 1964, s'installe en tant que notaire.
En 1965, le Service central d’enquêtes sur les crimes nationaux-socialistes avise les chasseurs de nazis Serge et Beate Klarsfeld du cas Ernst.
Lors d’une audition en mars 1977, Ernst ne nie pas la déportation des Juifs mais se retranche derrière les ordres qu'on lui demandait d'exécuter en tant que commandant de police SS (KdS). Il affirme ne pas connaitre la destination des Juifs déportés car les trains se dirigeaient d'abord vers le camp de concentration de Drancy et soutient qu'il ne savait rien de l'Holocauste.
En 1977, Serge Klarsfeld envoie au Ministre de la Justice Hans-Jochen Vogel des documents incriminant Ernst, documents transmis à la Cour régionale supérieure d’Oldenbourg (Oberlandesgericht Oldenburg, Cour d'appel du Land). Cette Cour d'appel d'Oldenburg retire à Ernst son agrément d'avocat et de notaire. À la demande de Ernst, ses deux agréments lui sont restitués par un tribunal d'honneur (Ehrengericht ), et non par une décision de la Cour fédérale de justice (Der Bundesgerichtshof) qui statue comme cour de cassation ,,.
Après les enquêtes des Klarsfeld à Leer, des manifestations françaises ont lieu contre Ernst. En 1981, Ernst rend volontairement ses deux licences (avocat et notaire) dans le cadre de la procédure judiciaire engagée contre lui en raison de la déportation des Juifs. Le ministère public du Tribunal de grande instance de Aurich (Basse-Saxe) (Landgericht Aurich) décide son inculpation, mais en raison de son mauvais état de santé, il n'assiste pas à l'audience.
Il meurt le 23 novembre 1986 à Leer selon certaines sources (Stadtarchiv Leer : StadtA LER, Rep. 023-01, Sterberegister Leer 1986/636) et en 1991 selon d'autres .